# Poker Flat Recordings
Poker Flat ist ein in Berlin ansässiges und 1998 von Steve Bug gegründetes Techno- und House-Label. Poker Flat ist ein Sublabel der Plattenfirma Superstition Recordings. Es gilt als Nachfolge-Label von Raw Elements. Die Veröffentlichungen bewegen sich im Bereich von Minimal Techno bis House. Auf dem Label wurden in den letzten Jahren knapp 100 Alben und Singles veröffentlicht. Zu den größten Hits zählt Steve Bugs Single Loverboy, die seit ihrem Erscheinen im Jahr 1999 in mehreren Remix-Versionen veröffentlicht wurde. Unter anderem wurde das Stück auch von DJ Koze in einer Art Mashup-Version mit dem Text der Blumfeld-Single Tausend Tränen tief unterlegt und zu einem der Clubhits des Jahres. Eine weitere bekannte Veröffentlichung ist das Debütalbum Pläy der Gruppe Märtini Brös.

## Künstler
Künstler, die auf Poker Flat Recordings veröffentlichten, sind:
- Argy
- Jeff Bennett
- Steve Bug
- Patrick Chardronnet
- Detroit Grand Pubahs
- Märtini Brös
- Martin Landsky
- Hakan Lidbo
- Guido Schneider
- DJ T.
- John Tejada
- Trentemøller